# 아시안 하이웨이 19호선
아시안 하이웨이 19호선(AH19)은 태국의 나콘랏차시마에서 방콕까지 이어주는 총연장 391.4 km의 아시안 하이웨이 노선망이자 고속도로이다. 이 도로의 총 연장은 대한민국의 중앙고속도로의 총 연장과 비슷한 거리를 가지고 있다. 중간에는 아시안 하이웨이 123호선과도 연결된다.

## 주요 경유지
이 도로의 경유지는 보통 태국 관내에만 경유하는 도로이지만, 경유지는 아래와 같다.

### 태국
- 태국 304번 국도 : 암프 므앙 나콘랏차시마(영어판) (아시안 하이웨이 12호선과 접촉) - 까빈부리군 (아시안 하이웨이 1호선과 접촉)- 방남쁘리아우군
- 태국 331번 국도 : 방남쁘리아우군 - 램차방
- 태국 7번 고속도로 : 램차방 - 방콕 (아시안 하이웨이 1호선과 아시안 하이웨이 2호선 모두 서로 교차하는 지점)

## 같이 보기
- 아시안 하이웨이